# Upstairs downstairs
Upstairs downstairs is een livealbum van Radio Massacre International. De titel verwijst naar de verhuizing van hun geluidsstudio binnenshuis, het bracht het nodige gesleep van elektronische apparatuur met zich mee. Tevens sloeg de titel op het heen en weer transporteren van de (relatief) zware mellotron naar achterafzaaltjes waar de band speelde.
De muziek is een samenraapsel van muziek die de band speelde in de October Gallery 9 februari 1997 en 17 mei 1998, tijdens het Rheingold festival op 4 juli 1997, Jodrell Bank 30 augustus 1997 en KLEM 11 oktober 1997. De muziek van RMI bestaat uit secties van stijlen, bijvoorbeeld met of zonder sequencer, snel of langzaam. Deze secties bleken onderling eenvoudig op elkaar af te stemmen. RMI laste voor dit album sommige van die secties aan elkaar, die nooit als één stuk zijn uitgevoerd.  

## Musici
- Steve Dinsdale – synthesizers
- Duncan Goddard – synthesizers
- Gary Houghton - synthesizers

## Muziek
| Nr. | Titel                                                  | Duur  |
| --- | ------------------------------------------------------ | ----- |
| 1.  | Part One (sectie 1,2>17 mei, sectie 3> 9 februari)     | 42:09 |
| 2.  | Part Two (4 juli)                                      | 14:32 |
| 3.  | Part Three (sectie 1>30 augustus, sectie 2>11 oktober) | 42:09 |